# Per Falk (målare)
Ej att förväxla med scenografen Per-Olav Sivertzen-Falk (1910–2005)
Per Donald Falk, född 15 september 1924 i Lundby församling i Göteborg, död 17 maj 1982 i Örgryte församling i Göteborg, var en svensk målare, skulptör och teaterdekoratör.
Per Falk var son till konstnären Ragnar Falk och Norah, ogift Andersson. Efter tiden som elev vid Slöjdföreningens skola 1939–1941 gick han på Kungliga Konsthögskolan (KKH) 1941–1944, men bedrev även studier i Paris och Rom under tiden 1947–1950. Han verkade som målare, skulptör och teaterdekoratör. Bland hans arbeten kan nämnas teater-, opera- och balettdekor för stadsteatrarna i Helsingborg, Malmö och Stockholm, Operan i Stockholm, Köpenhamn och Oslo, Statsoperan i Köln och Dortmund.
Falk hade separatutställningar i Stockholm, Göteborg, Malmö, Jönköping och Uddevalla. Han finns representerad vid Malmö museum, Borås museum, Göteborgs konstmuseum[källa behövs], Göteborgs och Lunds stads samlingar.
Per Falk är begravd på Västra kyrkogården i Göteborg.

## Teater

### Scenografi och kostym
| År   | Produktion                                                     | Upphovsmän                                                           | Regi                                             | Teater                   | Noter                 |
| ---- | -------------------------------------------------------------- | -------------------------------------------------------------------- | ------------------------------------------------ | ------------------------ | --------------------- |
| 1946 | Av hjärtans lust                                               | Karl Ragnar Gierow                                                   | Lars-Levi Læstadius                              | Helsingborgs stadsteater | Scenografi            |
| 1946 | Glasmenageriet The Glass Menagerie                             | Tennessee Williams Översättning Herbert Wärnlöf                      | Lars-Levi Læstadius                              | Helsingborgs stadsteater | Scenografi            |
| 1946 | Eklöv och lavendel Oak Leaves and Lavender                     | Seán O'Casey Översättning Ebbe Linde                                 | Lars-Levi Læstadius                              | Helsingborgs stadsteater | Scenografi            |
| 1946 | Krigsmans erinran                                              | Herbert Grevenius                                                    | Sture Ericson                                    | Helsingborgs stadsteater | Scenografi            |
| 1946 | Den ljusnande tid                                              | Alf Henrikson                                                        | Lars-Levi Læstadius                              | Helsingborgs stadsteater | Scenografi            |
| 1947 | Lika för lika Measure for Measure                              | William Shakespeare Översättning Carl August Hagberg                 | Lars-Levi Læstadius                              | Helsingborgs stadsteater | Scenografi            |
| 1947 | Den starkare                                                   | August Strindberg                                                    | Elsa Widborg                                     | Helsingborgs stadsteater | Scenografi            |
| 1947 | Fordringsägare                                                 | August Strindberg                                                    | Elsa Widborg                                     | Helsingborgs stadsteater | Scenografi            |
| 1947 | Peppar och salt Essig und Öl                                   | Siegfried Geyer och Paul Frank Översättning Rune Moberg              | Lars-Levi Læstadius                              | Helsingborgs stadsteater | Scenografi            |
| 1947 | Kranes konditori                                               | Cora Sandel Dramatisering Helge Krog, Översättning Herbert Grevenius | Lars-Levi Læstadius                              | Helsingborgs stadsteater | Scenografi            |
| 1947 | Melodi på lergök                                               | Lars-Levi Læstadius                                                  | Lars-Levi Læstadius                              | Helsingborgs stadsteater | Scenografi            |
| 1947 | Romeo och Jeanette Roméo et Jeannette                          | Jean Anouilh Översättning C.G. Bjurström och Tuve-Ambjörn Nyström    | Lars-Levi Læstadius                              | Helsingborgs stadsteater | Scenografi            |
| 1947 | Ljuva ungdomstid Ah, Wilderness                                | Eugene O’Neill Översättning Elsa af Trolle                           | Sture Ericson                                    | Helsingborgs stadsteater | Scenografi            |
| 1947 | Höst                                                           | Bengt Blomgren                                                       | Lars-Levi Læstadius                              | Helsingborgs stadsteater | Scenografi            |
| 1947 | Fängslande men flyktigt, revy                                  |                                                                      | Gunnar Ekström Sture Ericson Lars-Levi Læstadius | Helsingborgs stadsteater | Scenografi och kostym |
| 1948 | Efteråt Efter                                                  | Carl Erik Soya Översättning Erland Josephson                         | Lars-Levi Læstadius                              | Helsingborgs stadsteater | Scenografi            |
| 1948 | Jeppe på berget Jeppe paa Bierget                              | Ludvig Holberg Översättning Ebbe Linde                               | Lars-Levi Læstadius                              | Helsingborgs stadsteater | Scenografi            |
| 1948 | Påsk                                                           | August Strindberg                                                    | Gunnar Ekström                                   | Helsingborgs stadsteater | Scenografi            |
| 1952 | Greve Öderland Graf Öderland                                   | Max Frisch                                                           | Lars-Levi Læstadius                              | Malmö Stadsteater        | Scenografi            |
| 1952 | Kronbruden                                                     | August Strindberg                                                    | Ingmar Bergman                                   | Malmö stadsteater        | Scenografi            |
| 1953 | Sex roller söka en författare Sei personaggi in cerca d'autore | Luigi Pirandello                                                     | Ingmar Bergman                                   | Malmö stadsteater        | Scenografi            |
| 1954 | Glada änkan Die lustige Witwe                                  | Franz Lehár, Leo Stein och Viktor Léon                               | Ingmar Bergman                                   | Malmö stadsteater        | Scenografi            |
| 1955 | Thehuset Augustimånen The Teahouse of the August Moon          | John Patrick                                                         | Ingmar Bergman                                   | Malmö stadsteater        | Scenografi            |
| 1955 | Lea och Rakel                                                  | Vilhelm Moberg                                                       | Ingmar Bergman                                   | Malmö stadsteater        | Scenografi            |
| 1956 | Erik XIV                                                       | August Strindberg                                                    | Ingmar Bergman                                   | Malmö stadsteater        | Scenografi            |
| 1958 | Mannen, djuret och dygden L'uomo, la bestia e la virtù         | Luigi Pirandello                                                     | Gunnar Ekström                                   | Folkteatern, Göteborg    | Scenografi            |
| 1962 | Patrasket                                                      | Hjalmar Bergman                                                      | Stina Bergman                                    | Stockholms stadsteater   | Scenografi och kostym |
| 1963 | Bara en barberare Histoire de Vasco                            | Georges Schehadé                                                     |                                                  | Stockholms stadsteater   | Scenografi            |
| 1965 | Till Damaskus                                                  | August Strindberg                                                    | Olof Molander                                    | Stockholms stadsteater   | Scenografi            |